# 周亚伟
周亚伟（1963年10月—）浙江泰顺人，中华人民共和国政治人物。

## 生平
1963年10月生，周亚伟出生在浙江省泰顺县。1997年6月加入中国共产党。
1980年10月起，周亚伟先后出任浙江省泰顺县广播电视局办事员、县工商联经济信息科科长。
1992年7月，周亚伟出任海南省中岛集团工业开发公司经理。
1993年10月，周亚伟转任机械部中国包装和食品机械总公司海南分公司副总经理、总经理，总公司外经处处长、总经理助理。
2000年5月，周亚伟调任中国路桥（集团）总公司总裁助理。
2003年8月，周亚伟调任通化市人民政府副市长、市政府党组成员。
2004年10月，周亚伟调任广州市人民政府副秘书长、办公厅党组成员。2006年9月，周亚伟出任中共广州市荔湾区委副书记、副区长、代区长（同年11月正式任区长）兼区人民政府党组书记。2010年9月，周亚伟出任中共广州市荔湾区委书记、区人大常委会主任。2012年2月，周亚伟出任广州市人民政府秘书长、党组成员。2014年6月后，周亚伟出任广州市人民政府副市长、市政府党组成员。2015年12月，周亚伟出任中共广州市委常委、副市长、市人民政府党组成员。2017年1月，周亚伟出任中共广州市委常委、黄埔区委书记、广州开发区党工委书记、管委会主任。

### 落马
2024年7月，周亚伟涉嫌严重违纪违法，接受广东省纪委监委纪律审查和监察调查。